# Aerodynamic
"Aerodynamic" là một bài hát của bộ đôi nhạc điện tử người Pháp Daft Punk, được phát hành vào ngày 28 tháng 3 năm 2001 dưới dạng đĩa đơn thứ hai từ album Discovery.

## Tiểu sử
Guy-Manuel de Homem-Christo từng mô tả Discovery là "Sự pha trộn giữa quá khứ và tương lai, có lẽ thêm một phần hiện tại." Thomas Bangalter cũng giải thích thêm trong một cuộc phỏng vấn năm 2001 rằng "Rất nhiều nhạc house ngày nay chỉ sử dụng các sample từ các đĩa nhạc disco của thập niên 70 và 80... Mặc dù chúng tôi có lẽ đã chịu ảnh hưởng của disco, nhưng chúng tôi quyết định tiến xa hơn và đưa vào tất cả yếu tố âm nhạc mà chúng tôi thích khi còn nhỏ, dù đó có là disco, electro, heavy metal, rock hay cổ điển." Bangalter thừa nhận rằng "Một số người có thể nghĩ rằng những đoạn độc tấu guitar trong 'Aerodynamic' là không hay, nhưng chúng tôi muốn sống thật với chính mình và không quan tâm người khác nghĩ gì. Chúng tôi đã thực sự cố gắng đưa vào hầu hết mọi thứ chúng tôi thích khi còn nhỏ và mang lại cảm giác thú vị cho nó." Bangalter cũng nhận xét rằng phần cuối của bản nhạc "hoàn toàn là nhạc baroque, một sáng tác cổ điển mà chúng tôi đã tổng hợp nên."
Đĩa đơn "Aerodynamic" chứa một bản remix ở mặt B có tựa đề "Aerodynamite". Một bản remix khác của "Aerodynamic" có sự góp mặt của nhóm nhạc hip hop Slum Village. Việc tạo ra bản remix của Slum Village là kết quả sau khi Slum Village sử dụng một sample chưa được công nhận của "Extra Dry" của Bangalter trong bài hát "Raise It Up" của họ. Thay vì yêu cầu bồi thường cho việc sử dụng sample, Pedro Winter đề nghị với Daft Punk rằng họ yêu cầu Slum Village remix một trong những bản nhạc của họ.
Cả "Aerodynamite" và bản remix của Slum Village sau đó đều được đưa vào album Daft Club. Album cũng bao gồm một bản remix dài hơn của "Aerodynamic", có các yếu tố của "One More Time". Một phiên bản trực tiếp kết hợp với "One More Time" xuất hiện trong album trực tiếp Alive 2007.

## Video âm nhạc
Video âm nhạc được phát hành vào năm 2001 và chứa những cảnh mà sau này sẽ tạo thành bộ phim hoạt hình năm 2003 Interstella 5555. Video biểu thị một đội quân hình người đang dùng khí gây mê khán giả, đồng thời đầu độc và bắt cóc các thành viên ban nhạc người ngoài hành tinh trong video "One More Time". Người chơi guitar (sau này được tiết lộ tên là Arpegius) trốn thoát và chạy trốn khỏi những người lính, nhưng anh bị trúng một liều thuốc an thần. Những người lính tập hợp các thành viên trong các nhóm, và nhóm này được đưa lên một con tàu. Khán giả bối rối thức dậy và sau đó con tàu bay đi.

## Tầm ảnh hưởng
Bài hát được sử dụng trong bộ phim tiếng Pháp L'Auberge espagnole. "Aerodynamic" cũng được biểu diễn bởi Myleene Klass trên piano cho một quảng cáo của Pantene và được sử dụng trong một số tập của các chương trình MTV như Pimp My Ride, Date My Mom, Quiero mis quinces và Next.
"Aerodynamic" được lấy mẫu cho bài hát "Summertime" của Wiley trong album See Clear Now (2008). Nicky Romero đã phát hành một bản remix của "Aerodynamic" vào năm 2011. Bài hát cũng được remix cho trò chơi điện tử năm 2012 Kinect Star Wars.

## Danh sách bài hát
| CD-Maxi (Virgin 8974762) | CD-Maxi (Virgin 8974762) | CD-Maxi (Virgin 8974762) |
| STT                      | Nhan đề                  | Thời lượng               |
| ------------------------ | ------------------------ | ------------------------ |
| 1.                       | "Aerodynamic"            | 3:45                     |
| 2.                       | "Aerodynamite"           | 7:46                     |
| Tổng thời lượng:         | Tổng thời lượng:         | 11:31                    |

## Thứ hạng
| Thứ hạng (2001)                    | Vị trí cao nhất |
| ---------------------------------- | --------------- |
| Australia (ARIA)                   | 67              |
| Bỉ (Ultratop 50 Flanders)          | 42              |
| Bỉ (Ultratop 50 Wallonia)          | 24              |
| Cộng hòa Séc (Rádio Top 100)       | 46              |
| Phần Lan (Suomen virallinen lista) | 19              |
| Pháp (SNEP)                        | 34              |
| Ý (FIMI)                           | 32              |
| Hà Lan (Single Top 100)            | 73              |
| Thụy Sĩ (Schweizer Hitparade)      | 46              |
| Anh Quốc (OCC)                     | 97              |